# Anstaing

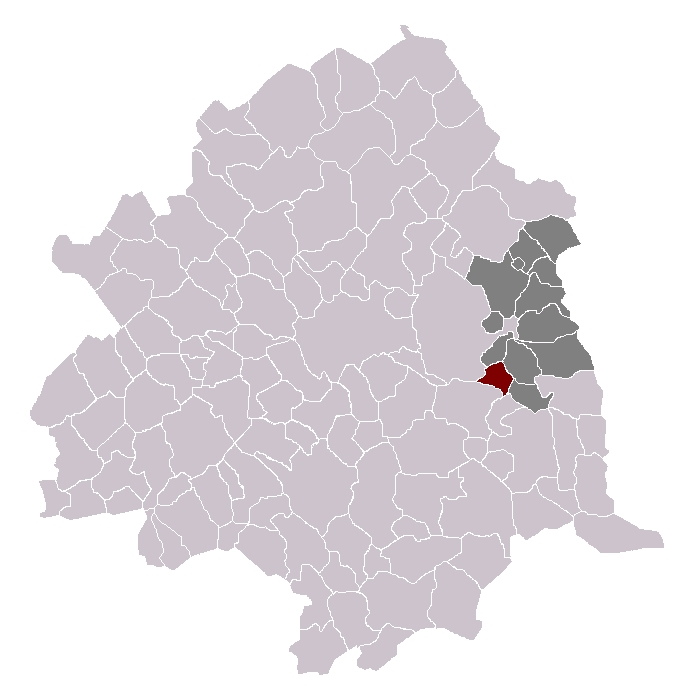
Localització d'Anstaing

Anstaing és un municipi francès, situat a la regió dels Alts de França, al departament del Nord. L'any 2006 tenia 1.195 habitants. Limita al nord-oest amb Villeneuve-d'Ascq, al nord amb Tressin, al nord-est amb Chéreng, al sud-oest amb Sainghin-en-Mélantois i al sud-est amb Gruson.

## Demografia
| 1962                                       | 1968  | 1975 | 1982  | 1990  | 1999  | 2006  |
| ------------------------------------------ | ----- | ---- | ----- | ----- | ----- | ----- |
| 927                                        | 1.007 | 972  | 1.058 | 1.115 | 1.183 | 1.195 |
| Des de 1962: població sense dobles comptes |       |      |       |       |       |       |

## Administració
| Període | Identitat     | Partit |
| ------- | ------------- | ------ |
| 1983-   | Roger Willocq |        |